# Etruria (ort i Argentina)
Etruria är en ort i Argentina.   Den ligger i provinsen Córdoba, i den centrala delen av landet, 500 km väster om huvudstaden Buenos Aires. Etruria ligger 163 meter över havet och antalet invånare är 3 788.
Terrängen runt Etruria är mycket platt. Runt Etruria är det glesbefolkat, med 19 invånare per kvadratkilometer.. Etruria är det största samhället i trakten.
Trakten runt Etruria består till största delen av jordbruksmark.